# Toby Mac

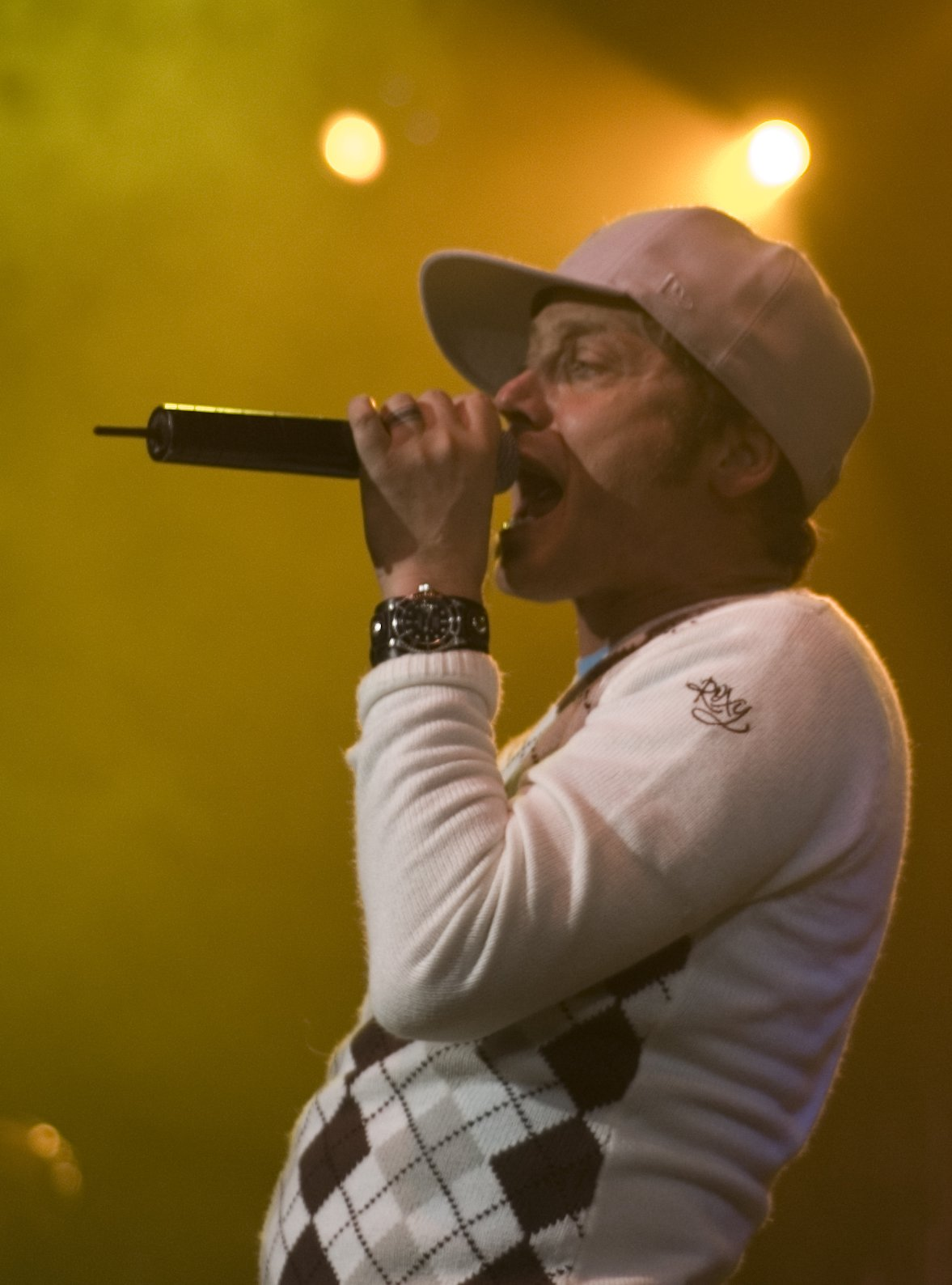
Toby Mac

Tobias Kevin Michael (Toby) McKeehan (Fairfax (Virginia), 22 oktober 1964), beter bekend onder zijn artiestennaam TobyMac, is stichtend lid van de christelijke band dc Talk, en is tevens actief als soloartiest.
TobyMac groeide op in Washington D.C. Tijdens zijn studie ontmoette hij Kevin Max en Michael Tait. Met deze twee richtte hij in 1987 de rapgroep dc Talk op. Zij hadden veel succes met hun mix van pop, rock en rap. Hun grootste succes was het album Jesus Freak, dat 2 miljoen keer over de toonbank ging. Dit leverde hun dubbel platina op. In 2000 werd hun laatste album Supernatural uitgebracht en hoewel de groep formeel niet gestopt is, zijn de drie leden alleen nog bezig met hun soloactiviteiten.
Toby en zijn vrouw Amanda hebben vijf kinderen: Truett, Moses (geadopteerd), Marlee (geadopteerd), Leo en Judah. Truett komt op Momentum, Welcome to Diverse City, Portable Sounds en Tonight voor als rapper Tru-Dog.
Op 23 oktober 2019 overleed Truett op 21-jarige leeftijd als gevolg van een (onbedoelde) overdosis fentanyl en amfetamine. Later bracht Toby het nummer 21 years uit, als ode aan zijn zoon.

## Discografie
Met dc Talk
- 1989 - dc Talk
- 1990 - Nu Thang
- 1992 - Free At Last
- 1995 - Jesus Freak
- 1997 - Welcome to the Freak Show
- 1998 - Supernatural
- 2000 - Intermission: Greatest Hits
- 2001 - Solo: Special Edition
- 2002 - Free At Last: 10-Year Anniversary Special Edition

Solo
- 2001 - Momentum
- 2003 - ReMix: Momentum
- 2004 - Welcome to Diverse City
- 2005 - Renovating Diverse City Met remixes van het album "Welcome to Diverse City"
- 2007 - Portable Sounds
- 2008 - Alive and Transported
- 2010 - Tonight
- 2011 - Christmas in Diverse City
- 2012 - Dubbed and Freq'd: A Remix Project
- 2012 - Eye On It
- 2014 - Eye'm All Mixed Up
- 2015 - This Is Not a Test
- 2016 - Hits Deep Live
- 2018 - I Just Need You
- 2018 - The Elements
- 2019 - The St. Nemele Collab Sessions
- 2020 - 21 Years
- 2020 - The Lost Demos
- 2020 - I'm Sorry

- Bibsys: 12042165
- Gemeinsame Normdatei: 136268250
- International Standard Name Identifier: 0000 0000 4555 8244
- Library of Congress Control Number: no2002067333
- MusicBrainz: 8484e4ab-b6b5-4326-b837-72eb72c9e8a4
- Virtual International Authority File: 294532455